# Sinnai
Sinnai ist eine italienische Gemeinde (comune) mit 17.279 Einwohnern (Stand 31. Dezember 2023) in der Metropolitanstadt Cagliari auf Sardinien. Die Gemeinde liegt etwa 15 Kilometer nordöstlich von Cagliari.
Soweit die Bewohner nicht als Pendler in der sardischen Hauptstadt Cagliari beschäftigt sind, wird die Wirtschaft durch die Landwirtschaft bestimmt.

## Geschichte

### Ur- und Frühgeschichte
Die älteste belegte Kultur im Gebiet von Sinnai ist die spätneolithische Ozieri-Kultur dokumentiert durch Domus de Janas (S'Omu 'e S'Orcu und Santu Basileddu), Menhire und Keramik. Es gibt auch Belege für die Kulturen von Abealzu-Filigosa, Monte Claro- und die Glockenbecherkultur (italienisch Campaniforme). Der mittleren Bronzezeit zugeschrieben werden einige Gläser aus „Is Ungronis“.
Die Nuraghenzeit ist am besten dokumentiert: Es wurden 56 Nuraghen gefunden. Davon sind vier Protonuraghen, sechs komplexe Nuraghen und 47 einfache (italienisch Monotorre ). Es gibt Nuraghensiedlungen bei den Nuraghen Pauli Mannu und Zinnibireddu.
Dokumentierte sonstige Siedlungen sind Is Cortis de Flumini, Funtan’e Meu, Is Ungronis, Sa Matt'e S'Illixi - Santa Barbara, Antonicu Ortu, S'Arrideli und Procileddu; während acht weitere Siedlungen durch Oberflächenfunde bekannt sind. Auf der Ebene im Osten von Sinnai gibt es viele Brunnen, von denen Is Cortis de Flumini und Mitza Sa Murta aus der Nuraghenzeit stammen könnten. Zur genauen Bestimmung muss aber eine Ausgrabung erfolgen.
Die 13 Gigantengräber fanden sich häufig paarweise. Alle bestehen nach der typischen Art von Südsardinien aus Exedren aus in Reihen angeordneten bearbeiteten Blöcken (Baiocca I und II, Berrittas, Funtana Landiri I und II, Maidopis, Sa Rocca Arrubia, Santa Itroxa I, Su Crabiolu, Taulaxa I und II und Zinnibireddu I und II). Zwei weitere liegen am Strand von Solanas und am Fuß des Nuraghe Ferrici. Von Santa Itroxa II sind nur ein paar Blöcke erhalten.
Von Interesse ist die megalithische Struktur, die bei Bruncu Mogumu ausgegraben wird. Das in einem Temenos liegende rechteckige Gebäude ist unterteilt. Die oberen Schichten haben Materialien aus der nuraghischen Eisenzeit freigegeben, von denen einige mit griechisch inspirierten geometrischen Mustern bemalt sind. Die geografische Lage und die Typologie der Struktur weisen darauf hin, dass das Gebäude kultisch genutzt wurde.

### Antike
Aus der punischen und römischen Periode sind die Siedlungen Cratzieranu, Is Ischirrus, Maletta, Monte Turri; Papalinu und Portu Murvoni dokumentiert. Auf der Grundlage der Oberflächenfunde sind zwei Dutzend weitere Siedlungen erkennbar.

### Flugunfall
- Am 26. Januar 1953 stürzte eine Douglas DC-3/C-47-DL der Linee Aeree Italiane (LAI), später in Alitalia umbenannt (Luftfahrzeugkennzeichen I-LAIL), 20 Kilometer nördlich des Startflughafens Cagliari (Sardinien, Italien) ab, nachdem die linke Tragfläche zerbrochen war. Die Maschine stürzte in bergiges Gelände nahe Sinnai. Alle 19 Insassen, vier Besatzungsmitglieder und 15 Passagiere, kamen ums Leben.[2]

## Gemeindepartnerschaften
Sinnai unterhält inneritalienische Partnerschaften mit folgenden Städten und Gemeinden:
- Armungia, Provinz Sud Sardegna
- Asiago, Provinz Vicenza
- Bovolone, Provinz Verona
- Foza, Provinz Vicenza
- Tempio Pausania, Provinz Sassari

## Söhne und Töchter
- Antonino Orrù (1928–2022), römisch-katholischer Bischof von Ales-Terralba